# Alessandro Ghini
Pour les articles homonymes, voir Ghini.
Pas d'image ? Cliquez ici

a Compétitions nationales et continentales officielles uniquement.

b Matchs officiels uniquement.
Dernière mise à jour le 12 novembre 2021.
Alessandro Ghini, né le 4 mai 1961 à Parme (Italie), est un ancien joueur de rugby à XV international italien. Il joue au poste de demi de mêlée.

## Biographie
Alessandro Ghini occupait le poste de demi de mêlée. 
Il a honoré sa première cape internationale le 25 octobre 1981 avec l'équipe d'Italie pour un match nul 12-12 contre l'URSS à Moscou.
Il a disputé un match de la Coupe du monde de rugby 1987, pour une victoire 18-15 contre les Fidji.
Il a commencé à jouer dans les catégories de jeunes et pour l'équipe première de Rugby Parme.

Pendant deux années, il a joué avec la Mediolanum, équipe avec laquelle il a remporté un Championnat italien (scudetto).
Il a commencé par la suite à entraîner les jeunes à Parme (moins de 14, 16, 18 et 20) pour ensuite devenir l'entraîneur de l'équipe première de Reggio Emilia pendant cinq ans.

Il a aussi entraîné les équipes nationales de jeunes (moins de 17, moins de 18) et aussi l'équipe nationale A.

depuis la saison 2003-2004 il dirige l'équipe de Rugby Parme qui dispute le Super 10.

## Clubs successifs
- Rugby Parme
- Mediolanum

## Palmarès
- Championnat d'Italie de rugby.

## Sélection nationale
- 21 sélections (+5 non officielles contre France XV) avec l'Italie
- Sélections par année : 2 en 1981, 4 en 1982, 7 en 1983, 4 en 1984, 6 en 1985, 1 en 1987, 2 en 1988.
- Coupe du monde de rugby disputée : 1987 (1 match, 1 comme titulaire).